# Робин Гуд и дева Мэриан
Робин Гуд и дева Мэриан (англ. Robin Hood and Maid Marian, Child 150, Roud 3992) — народная баллада английского происхождения, входящая в корпус историй, повествующих о Робин Гуде. Содержится в единственном бродсайде, напечатанном, вероятно, после реставрации Стюартов. Баллада не привлекала особого внимания даже после того, как Джозеф Ритсон сделал её относительно широко известной. Фрэнсис Джеймс Чайлд и некоторые другие исследователи нелестно отзываются о балладе, невысоко оценивая её литературные достоинства; многое свидетельствует о том, что это — позднее сочинение, имевшее целью добавить новый элемент в легенду о Робин Гуде.

## Сюжет
В первых строфах дева Мэриан описывается как превосходящая своей красотой не только Елену Троянскую, но и Розамунду Клиффорд и Джейн Шор, любовниц английских королей. Её возлюбленный, граф Хантингдонский, также известный как Робин Гуд, вынужден оставить свою прежнюю жизнь и уйти в леса. В горе и тоске, Мэриан переодевается пажом, вооружается луком, мечом и щитом и отправляется на поиски Робина. При встрече он тоже оказывается переодет, и дело доходит до схватки на мечах, которая продолжается больше часа. Наконец, когда оба сильно изранены, Робин предлагает остановиться и приглашает своего противника в лесное братство. Мэриан узнаёт его голос и раскрывает свою личность. В честь радостной встречи разбойники устраивают пиршество. Робин и Мэриан живут в лесу долго и счастливо.
Это единственная баллада из всего корпуса, где дева Мэриан играет существенную роль. Ещё две — «Робин Гуд и королева Кэтрин» (Child 145) и «Робин Гуд делит золото» (Child 147) — упоминают только имя, без каких-либо указаний на её связь с Робином. Под именем графа Хантингдонского впервые Робина Гуда выводит в своей пьесе 1598 года Энтони Мандей; там же фигурирует и дама сердца героя Мэриан, настоящее имя которой — Матильда Фицуотер.
Упоминание в тексте Джейн Шор является своего рода анахронизмом; она была любовницей Эдуарда IV, умершего в 1483 году — на столетие позже первого известного упоминания о Робин Гуде.